# Битка на Чудското езеро
Битката на Чудското езеро (на руски: Ледовое побоище) е част от Северните кръстоносни походи срещу езичници и православни християни. Състои се на 5 април 1242 г. между Новгородската република и Ливонския клон на тевтонските рицари. Резултатът е победа на войските на Александър Невски и поражение на католическите кръстоносци.

## Предистория
През 1201 г. немците основават Рига, а през 1202 – ордена на Ливонските братя на меча. През 1208 г. започват да колонизират естонските територии и продължават до 1227 г., когато последното укрепление на естонците на малкия остров Муху е покорено от немците. Руските воини от Псков и Новгород отбраняват Дорпат (дн. Тарту) заедно с естонците през 1224 г. Немците трябва да докарат катапулт, подвижна обсадна кула и да изкопаят ровове, за да завземат града. Ливонските братя обаче са победени от литовците в битката при Шауле (1236 г.).
Тевтонският орден се специализира във воденето на бой и всички епископи, включително архиепископа на Рига имат много рицари. Датското херцогство в Северна Естония също има датски и немски рицари. През 1240 г. шведите акостират на руския бряг и срещат русите под командването на княз Александър Ярославич при р. Нева. Надявайки се да се възползват от руската слабост след монголското и шведското нашествие, тевтонските рицари нападат съседната Новгородска феодална република и превземат Псков, Изборск и Копорье през есента на 1240 г. Когато се приближават към самия Новгород, местните жители викат обратно в града 20-годишния княз Александър Невски, когото са пратили в изгнание в Переславъл по-рано през годината. По време на кампанията през 1241 и началото на 1242 г. Александър Невски се възползва от трудностите на рицарите (битка при Лигница на 9 април 1241 г. срещу монголците) и успява да възвърне Псков и Копорье от кръстоносците.
През пролетта на 1242 г. Тевтонските рицари успяват да победят отряд новгородци на около 20 км южно от крепостта Дорпат. Александър Невски изпраща малък разузнавателен отряд, който е унищожен от немците, но руският пълководец узнава местоположението им. Невски отстъпва, надявайки се да привлече често високомерните рицари на замръзналото езеро. Водени от принца-епископ Херман фон Дорпат, рицарите и помощните им сили от местни естонци се срещат със силите на Невски на тесен проток, който свързва северната и южната част на Чудското езеро на 5 април 1242 г.

## Разположение на силите
Кръстоносците наброяват около 500 души (от които 50-60 рицари) с подкрепление от около 1000 чудски (естонски) наборници, които са разположени зад елитния немски авангард.
Силите на Александър Невски са съставени от неговата и на брат му Андрей лична дружина, наброяваща около 1000 души, боляри с техните отряди, новгородски опълченци и монголски контингент, общо около 5000 души.
Немците, които са свикнали да се бият срещу числено превъзхождащ ги противник, се строяват в традиционната формация на северните кръстоносни походи: клин, в чиито връх е най-тежката кавалерия, отстрани е тежката кавалерия, която обгражда пехотата в центъра.

## Ход на военните действия
Според съвременните руски летописи Александър Невски заповядва на стрелците му да влязат в битката. Рицарите пробиват руския център и убиват много стрелци, но всъщност попадат в капан. Основните Новгородски сили нападат немския клин от всички страни. Кръстоносците започват безредно да отстъпват по езерото, а появата на руската кавалерия ги обръща в бяг за живота им. Когато рицарите опитват да се съберат на далечната страна на езерото, тънкият лед започва да поддава под тежестта на тежките им доспехи и мнозина се давят.
В Първият Новгородски летопис се казва:
| „ | Княз Александър и всичките мъже на Новгород събират силите си до езерото, при Узмен, до Скалата на гарвана, а немците и естонците яздят към тях, забивайки се като клин в армията им. И имаше голямо клане на немци и естонци... те се биха с тях по време на преследването на леда на седем версти от Суболския (северозападния) бряг. И паднаха безброй естонци и 400 от немците, а те взеха 50 с ръцете си и ги отнесоха в Новгород. | “ |

Според Ливонската римувана хроника, написана години след битката:
| „ | Руснаците имаха много стрелци и битката започна с дръзкото им нападение срещу мъжете на краля (датчани). Знамената на братята скоро се вееха насред стрелците и се чуваха мечове да разцепват шлемове. Мнозина от двете страни падаха мъртви на тревата. Тогава армията на братята беше напълно обкръжена, тъй като руснаците имаха толкова войници, че имаха шейсет и повече мъже за всеки немски рицар. Братята се биха достойно, но въпреки това бяха сразени. Някои от тези от Дорпат избягаха от битката и бягството им беше спасение. Двадесет братя лежаха мъртви, а шестима бяха пленени. | “ |

Само Великият магистър, епископите и шепа рицари на кон успяват да се върнат в Дорпат. Загиват 400 немци според Първия Новгородски летопис, от които 20 „братя“ от Тевтонския орден. Пленени са 50 немци, от които 6 братя. Според Житието на Александър Невски пленените вървели редом с конете си при радостното влизане на княза в Псков.
Според Ливонската римувана хроника битката е била на сушата, но според експедицията на АН на СССР под ръководството на Караев за мястото на битката може да се счита участък от Топлото езеро на 400 м на запад от съвременния нос Сиговец, между северния му край и ширината на древния Остров.

## Последици
Победата на Чудското езеро, наред с победите на Александър Ярославич над шведите (15 юли 1240 г. при Нева) и през 1245 г. над литовците при Топорец, се считат за много важни за утвърждаването на Новгород и Псков по време, когато Рус понася големи жертви поради вътрешни междуособици и монголското нашествие от изток. Поражението на рицарите ги възпира от повторното завземане на Псков, основната база на техния източен поход. Новгородците успешно отбраняват руската територия и германските кръстоносци никога не предприемат друго силно предизвикателство толкова на изток.
През 1574 г. Руската православна църква канонизира Александър Невски за светец.
Според руския професор И. Н. Данилевский битката на Чудското езеро отстъпва по мащаб на битката при Шауле през 1236 г., в която литовците убиват магистър на орден и 48 братя и на сражението при Раковор от 1268 г. Съвременните източници отдават по-голямо значение на битката при Нева.

## Памет
- Битката е пресъздадена в историческия филм на Сергей Айзенщайн Александър Невски през 1938 г. Музиката към филма е композирана от Сергей Прокофиев.
- През Втората световна война образът на Александър Невски се превръща в национален символ на борбата срещу германската окупация. Днес в Русия съществува Орден на Св. Александър Невски, медал даван за изключителна смелост и отлична служба за страната.
- През 1992 г. в с. Кобылье Городище в района на Гдов на място в максимална близост до предполагаемото местоположение на битката, в църквата „Архангел Михаил“ е поставен бронзов паметник на Александър Невски и дървен кръст за поклонения. Църквата е създадена от псковчани през 1462 г.
- През 1993 г. е поставен паметник на дружината на Александър Невски на хълма Соколих на над 100 км от предполагаемото място на сражението. Първоначално е планирано паметник да бъде издигнат на остров Вороньем.
- През 1992 г. се снима документалния филм В память о прошлом и во имя будущего.
- В албума си Герой от Асфалта от 1987 г. руската хевиметъл група Ария издава песента Баллада о Древнерусском Воине, разказваща за битката от гледна точка на участник в нея.